# 平和の村
平和の村（へいわのむら、Hospice Shanti Nagar または City of Peace）は、1968年にマザー・テレサがインドの西ベンガル州に、ハンセン病患者のためのコミューンとして設立した施設。1964年、インド滞在を終えた教皇パウロ6世は滞在中に儀礼用車両として使用していたリンカーン・コンチネンタルをマザー・テレサに寄贈した。そこで、これを賞品とする宝くじを販売することで建設費用を賄った 。

## 関連事項
- 死を待つ人々の家